# Buffalo Gap (Texas)
Buffalo Gap è una città incorporata della contea di Taylor, Texas, Stati Uniti. Fa parte dell'area metropolitana di Abilene. La popolazione era di 464 abitanti al censimento del 2010. È l'ex capoluogo della contea di Taylor, soppiantato nel 1883 dalla grande Abilene, situata a nord. Abilene vinse il referendum per diventare il capoluogo della contea con un voto di 905-269.
Buffalo Gap fu colonizzata sul sito di un passo naturale attraverso il quale viaggiavano le mandrie di bisonti. Era un punto sul Great Western Cattle Trail. La comunità ha alcuni ristoranti e negozi di artigianato artistico e si rivolge ai turisti.
Buffalo Gap è la sede del grande Buffalo Gap Historic Village, aperto tutto l'anno ai visitatori.

## Geografia fisica
Secondo lo United States Census Bureau, ha un'area totale di 2,3 mi² (5,96 km²).

## Società

### Evoluzione demografica
Secondo il censimento del 2010, la popolazione era di 464 abitanti.

### Etnie e minoranze straniere
Secondo il censimento del 2010, la composizione etnica della città era formata dal 95,7% di bianchi, lo 0,9% di afroamericani, lo 0,2% di nativi americani, lo 0,2% di asiatici, lo 0,0% di oceanici, l'1,9% di altre razze, e l'1,1% di due o più etnie. Ispanici o latinos di qualunque razza erano il 7,3% della popolazione.